# Ignackowo
Ignackowo – wieś w Polsce położona w województwie kujawsko-pomorskim, w powiecie lipnowskim, w gminie Lipno.

## Podział administracyjny
W latach 1975–1998 miejscowość administracyjnie należała do województwa włocławskiego.

## Demografia
Według Narodowego Spisu Powszechnego (2011) wieś liczyła 206 mieszkańców. Jest 25. co do wielkości miejscowością gminy Lipno.